# Jens Cajuste
Jens Cajuste, né le 10 août 1999 à Göteborg en Suède, est un footballeur international suédois qui évolue au poste de milieu défensif à Ipswich Town, en prêt de SSC Naples.

## Biographie

### Örgryte IS (2016-2018)
Né à Göteborg en Suède, Jens Cajuste est formé à l'Örgryte IS. Il fait ses débuts en professionnels avec ce club, alors qu'Örgryte évolue dans la Superettan. Il joue son premier match avec l'équipe première dans cette compétition, le 17 octobre 2016 face à l'IK Sirius. Il entre en jeu lors de ce match qui se solde par la défaite des siens (4-1 score final).

### FC Midtjylland (2018-2022)
Le 27 juin 2018 est annoncé le transfert de Jens Cajuste au FC Midtjylland,. 
Il joue son premier match sous ses nouvelles couleurs le 28 août 2018, à l'occasion d'une rencontre de championnat face au Randers FC. Il entre en jeu à la place de Tim Sparv et son équipe s'impose sur le score de trois buts à zéro.
C'est également contre le Randers FC qu'il inscrit son premier but pour Midtjylland, le 21 octobre 2019. Il s'agit également de son premier but en professionnel. Il est titularisé ce jour-là et participe à la victoire des siens (2-1 score final).
Il remporte son premier titre en étant sacré Champion du Danemark en 2019-2020.
Cajuste découvre la Ligue des champions avec le FC Midtjylland, jouant son premier match lors d'un match qualificatif le 26 août 2020 face au PFK Ludogorets Razgrad. Il est titulaire ce jour-là et son équipe s'impose par un but à zéro.

### Stade de Reims (2022-2023)
Le 10 janvier 2022, Jens Cajuste s'engage pour quatre ans avec le Stade de Reims. Il fait son entrée en Ligue 1 dans un match opposant le FC Metz au Stade de Reims le 16 janvier 2022 où il ne joue que la première mi-temps, match perdu 1-0. Il inscrit son premier but pour Reims le 6 mars 2022, lors d'une rencontre de Ligue 1 face au RC Strasbourg. Alors que son équipe est menée, il permet aux siens d'égaliser (1-1 score final).

### SSC Naples (2023-)
Le 10 août 2023, Jens Cajuste rejoint l'Italie afin de s'engager en faveur du champion en titre, le SSC Naples,.

### Ipswich Town
Le 19 août 2024, Jens Cajuste rejoint Ipswich Town, club venant tout juste d'être promu en première division anglaise. Il s'agit d'un prêt d'une saison avec obligation d'achat selon certaines conditions,.
Malgré la relégation d'Ipswich Town, Jens Cajuste continue l'aventure avec le club anglais. Il est prêté par Naplrs le 4 août 2025 pour une saison supplémentaire.

### En sélection
Le 10 septembre 2019, Jens Cajuste joue son premier match avec l'équipe de Suède espoirs lors d'une rencontre face à l'Irlande. Il entre en jeu et son équipe s'incline par trois buts à un.
Jens Cajuste honore sa première sélection avec l'équipe nationale de Suède le 11 novembre 2020, lors d'un match amical face au Danemark. Il est titulaire et son équipe s'incline par deux buts à zéro.
Le 19 mai 2021, il est appelé pour la première fois par Janne Andersson, le sélectionneur de l'équipe nationale de Suède et figure dans la liste des 26 joueurs suédois retenus pour participer à l'Euro 2020,.

## Statistiques
| Saison                | Club                  | Championnat           | Championnat | Championnat | Championnat | Coupe nationale | Coupe nationale | Coupe nationale | Coupe de la Ligue | Coupe de la Ligue | Coupe de la Ligue | Supercoupe | Supercoupe | Supercoupe | Compétition(s) continentale(s) | Compétition(s) continentale(s) | Compétition(s) continentale(s) | Compétition(s) continentale(s) | Play-offs | Play-offs | Play-offs | Total | Total | Total |
| Saison                | Club                  | Division              | M.          | B.          | P.d.        | M.              | B.              | P.d.            | M.                | B.                | P.d.              | M.         | B.         | P.d.       | Comp.                          | M.                             | B.                             | P.d.                           | M.        | B.        | P.d.      | M.    | B.    | P.d.  |
| 2016                  | Örgryte IS            | Superettan            | 3           | 0           | 0           | -               | -               | -               | -                 | -                 | -                 | -          | -          | -          | -                              | -                              | -                              | -                              | -         | -         | -         | 3     | 0     | 0     |
| 2017                  | Örgryte IS            | Superettan            | 3           | 0           | 0           | 1               | 0               | -               | -                 | -                 | -                 | -          | -          | -          | -                              | -                              | -                              | -                              | 2         | 0         | 0         | 6     | 0     | 0     |
| 2018                  | Örgryte IS            | Superettan            | 8           | 0           | 2           | 1               | 0               | -               | -                 | -                 | -                 | -          | -          | -          | -                              | -                              | -                              | -                              | -         | -         | -         | 9     | 0     | 2     |
| Sous-total            | Sous-total            | Sous-total            | 14          | 0           | 2           | 2               | 0               | -               | -                 | -                 | -                 | 0          | 0          | 0          | -                              | -                              | -                              | -                              | 2         | 0         | 0         | 18    | 0     | 2     |
| 2018-2019             | FC Midtjylland        | Superligaen           | 2           | 0           | 0           | 1               | 0               | -               | -                 | -                 | -                 | -          | -          | -          | -                              | -                              | -                              | -                              | -         | -         | -         | 3     | 0     | 0     |
| 2019-2020             | FC Midtjylland        | Superligaen           | 24          | 1           | 0           | 1               | 0               | -               | -                 | -                 | -                 | -          | -          | -          | C3                             | 2                              | 0                              | 0                              | -         | -         | -         | 27    | 1     | 0     |
| 2020-2021             | FC Midtjylland        | Superligaen           | 27          | 1           | 1           | 4               | 0               | -               | -                 | -                 | -                 | -          | -          | -          | C1                             | 8                              | 0                              | 1                              | -         | -         | -         | 39    | 1     | 2     |
| 2021-2022             | FC Midtjylland        | Superligaen           | 5           | 0           | 0           | 1               | 0               | -               | -                 | -                 | -                 | -          | -          | -          | C3                             | 4                              | 0                              | 0                              | -         | -         | -         | 10    | 0     | 0     |
| Sous-total            | Sous-total            | Sous-total            | 58          | 2           | 1           | 7               | 0               | -               | -                 | -                 | -                 | 0          | 0          | 0          | -                              | 14                             | 0                              | 1                              | -         | -         | -         | 79    | 2     | 2     |
| 2021-2022             | Stade de Reims        | Ligue 1               | 8           | 2           | 0           | 1               | 0               | -               | -                 | -                 | -                 | -          | -          | -          | -                              | -                              | -                              | -                              | -         | -         | -         | 9     | 2     | 0     |
| 2022-2023             | Stade de Reims        | Ligue 1               | 29          | 3           | 1           | 2               | 1               | -               | -                 | -                 | -                 | -          | -          | -          | -                              | -                              | -                              | -                              | -         | -         | -         | 31    | 4     | 1     |
| Sous-total            | Sous-total            | Sous-total            | 37          | 5           | 1           | 3               | 1               | -               | -                 | -                 | -                 | 0          | 0          | 0          | -                              | -                              | -                              | -                              | -         | -         | -         | 40    | 6     | 1     |
| 2023-2024             | SSC Naples            | Serie A               | 25          | 0           | 1           | 1               | 0               | -               | -                 | -                 | -                 | 2          | 0          | 0          | C1                             | 6                              | 0                              | -                              | -         | -         | -         | 34    | 0     | 1     |
| 2024-2025             | Ipswich Town (prêt)   | Premier League        | 26          | 1           | 0           | 2               | 0               | -               | 1                 | 0                 | 0                 | -          | -          | -          | -                              | -                              | -                              | -                              | -         | -         | -         | 29    | 1     | 0     |
| Total sur la carrière | Total sur la carrière | Total sur la carrière | 142         | 8           | 5           | 15              | 1               | -               | 1                 | 0                 | 0                 | 2          | 0          | 0          | -                              | 20                             | 0                              | 1                              | 2         | 0         | -         | 182   | 9     | 6     |

## Palmarès
FC Midtjylland
- Coupe du Danemark (1) :
  - Champion : 2018-19.
- Championnat du Danemark (1) :
  - Champion : 2019-20.

 SSC Napoli
- Supercoupe d'Italie :
  - Finaliste en 2023.